# 완도수산고등학교
완도수산고등학교(莞島水産高等學校)는 대한민국 전라남도 완도군 완도읍 가용리에 있는 공립 고등학교이다.

## 학교 연혁
- 1951년 10월 10일 : 개교(어로, 증식 2과 6학급)
- 1988년 6월 1일 : 특수목적고등학교 지정 (자영수산과 3학급 증설)
- 1995년 6월 22일 : 농림수산부 지정 자영자 양성고등학교. 자영해양 생산과, 식품가공과, 동력기계과, 냉동공조과
- 2003년 7월 4일 : 다목적 강당 [대양관] 개관
- 2008년 3월 1일 : 교육과학기술부 지정 직업분야 정책 연구학교 운영(2년간)
- 2011년 7월 20일 : 전라남도교육청 지원형 특성화고등학교 지정
- 2012년 11월 1일 : 수산계 마이스터 고등학교로 지정(2014년 전환)
- 2014년 3월 4일 : 수산계 마이스터 고등학교 개교
- 2014년 7월 3일 : 수산교육관 준공
- 2025년 1월 5일 : 제72회(마이스터고 9회) 졸업(75명) 총 11,335명
- 2025년 3월 1일 : 제25대 이현진 교장 부임

## 설치 학과
- 수산자원양식과
- 수산식품가공과
- 어선운항관리과

## 참고 자료
- 완도수산고등학교 - 한국교육학술정보원 학교알리미